# Pierre Auguste Cot
Pierre Auguste Cot (17 tháng 2 năm 1837 - 2 tháng 8 năm 1883) là một họa sĩ người Pháp của trường Cổ điển học thuật.

## Cuộc đời và sự nghiệp
Cot sinh ra ở Bédarieux, Hérault, và bước đầu nghiên cứu tại l'Ecole des Beaux-Arts ở Toulouse trước khi đi đến Paris. Ông theo học tại Leon Cogniet, Alexandre Cabanel và William-Adolphe Bouguereau. Năm 1863, anh đã thành công khi ra mắt tại Salon, và từ những năm 1870, sự nổi tiếng của anh đã tăng lên nhanh chóng.
Cot được hưởng sự bảo trợ của nhà điêu khắc học Francisque Duret, có con gái ông kết hôn, và Bouguereau, người mà ông cũng đã làm việc. Bouguereau vẽ chân dung con gái của Cot, Gabrielle. Bouguereau đã ăn tối với gia đình Cot để chúc mừng cuộc hôn nhân của Gabrielle với một kiến trúc sư tên là Zilin. Các nghệ sĩ đã thực hiện một món quà của bức tranh cho vợ của Duret, bà của Gabrielle.
Cot đã giành được nhiều giải thưởng và huy chương khác nhau, và năm 1874 đã trở thành Chevalier của Legion of Honor.
Ông qua đời tại Paris.

## Tác phẩm
Spring, 1873 (Bảo tàng Nghệ thuật Thủ đô, Thành phố New York)
Ông đã tạo ra một số tác phẩm nổi tiếng lâu dài, bao gồm cả Le Printemps, với hai người yêu trẻ ngồi trên một dây đu, và The Storm. Cả hai bức tranh này đều được trưng bày tại Bảo tàng Nghệ thuật Metropolitan ở thành phố New York; Bão là của viện bảo tàng trong khi Le Printemps được sở hữu riêng.
Cot cũng nổi tiếng với những bức chân dung của mình, vốn chiếm phần lớn công việc của ông. Công việc minh hoạ lâu dài hơn, chẳng hạn như Bão, là tương đối hiếm. Ngay sau khi ông qua đời ở tuổi bốn mươi sáu (ngày 2 tháng 8 năm 1883), một thuê bao đã được thực hiện cho một tượng đài tưởng niệm nghệ sĩ, được dựng lên tại Bédarieux vào năm 1892.

### Một số tác phẩm
- Chi-Mei Museum, Đài Loan: Dionysia (1870).
- Maison des arts de Bédarieux: Prométhée enchaîné, Papa je pose (1882), Portrait rouge (1869), Portrait de Madame Bulloz (1881)
- Chrysler Museum of Art, Norfolk: Portrait de femme.[2]
- Metropolitan Museum of Art, New York: Le Printemps[3] (1873), [4] (1880).
- Musée des beaux-arts de Chambéry: La peste d'Athènes (d'après Nicolas Poussin)[5], Baigneuse[6] (attribué à P.A. Cot).
- Musée Fabre, Montpellier: Mireille (1882),
- Musée des beaux-arts de Béziers: Sainte Elisabeth de Hongrie soignant les malades.
- Collection Larry Flynt[7]: La Tempête, autre version.

## Chùm ảnh

Œuvres de Pierre Auguste Cot
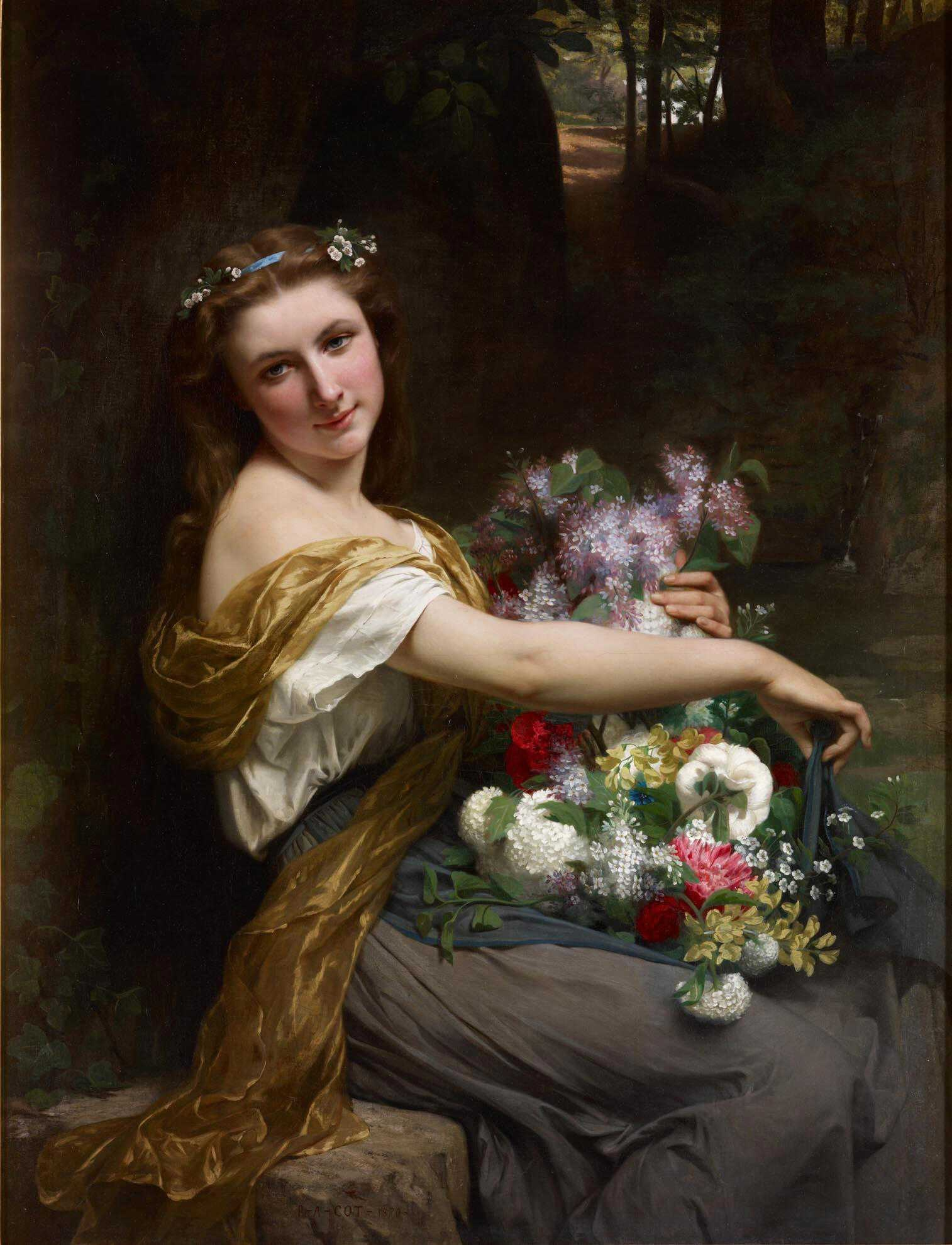
Dionysia (1870), Chi-Mei Museum, Taïwan
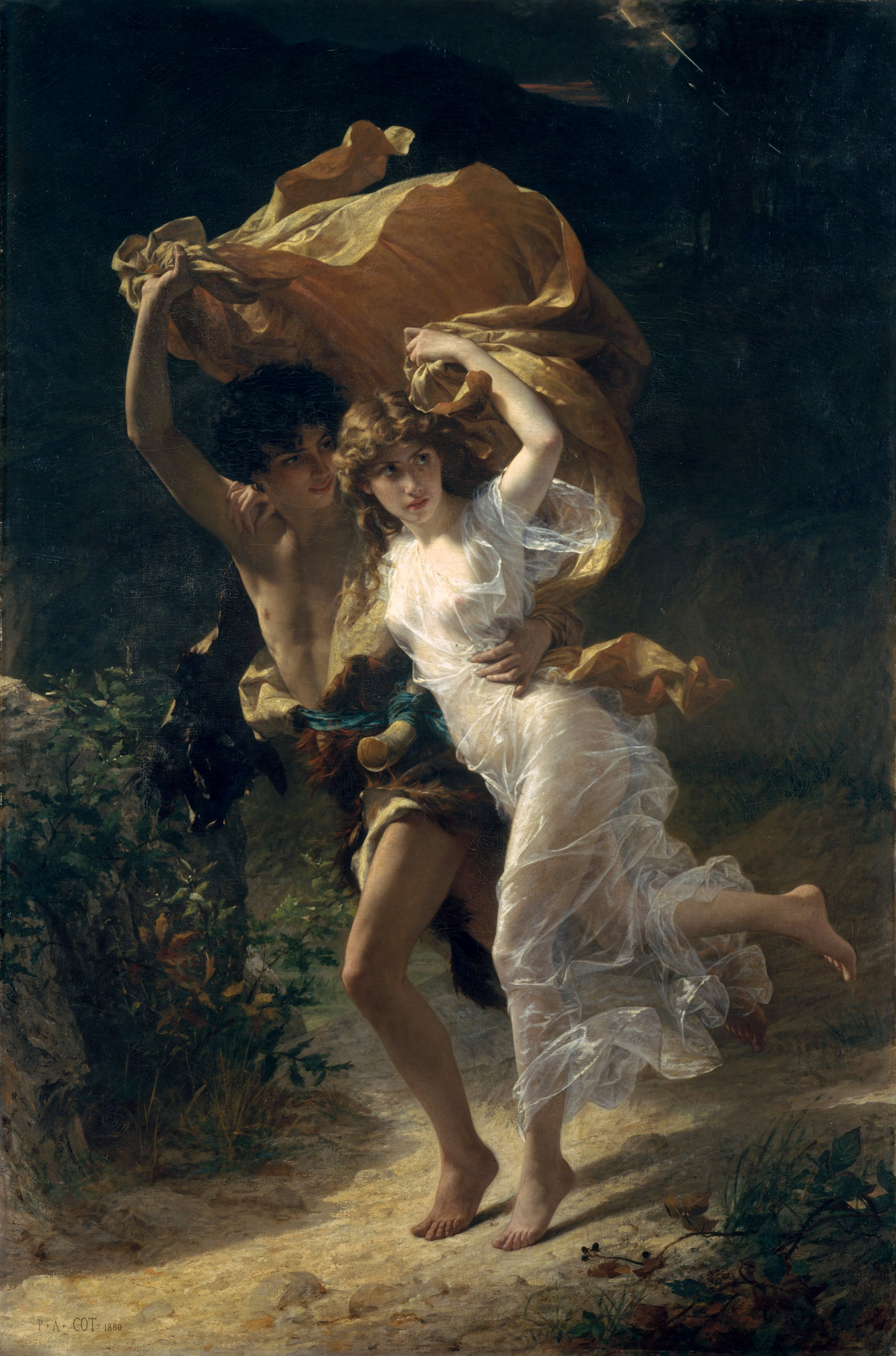
1880, Metropolitan Museum of Art, New York.
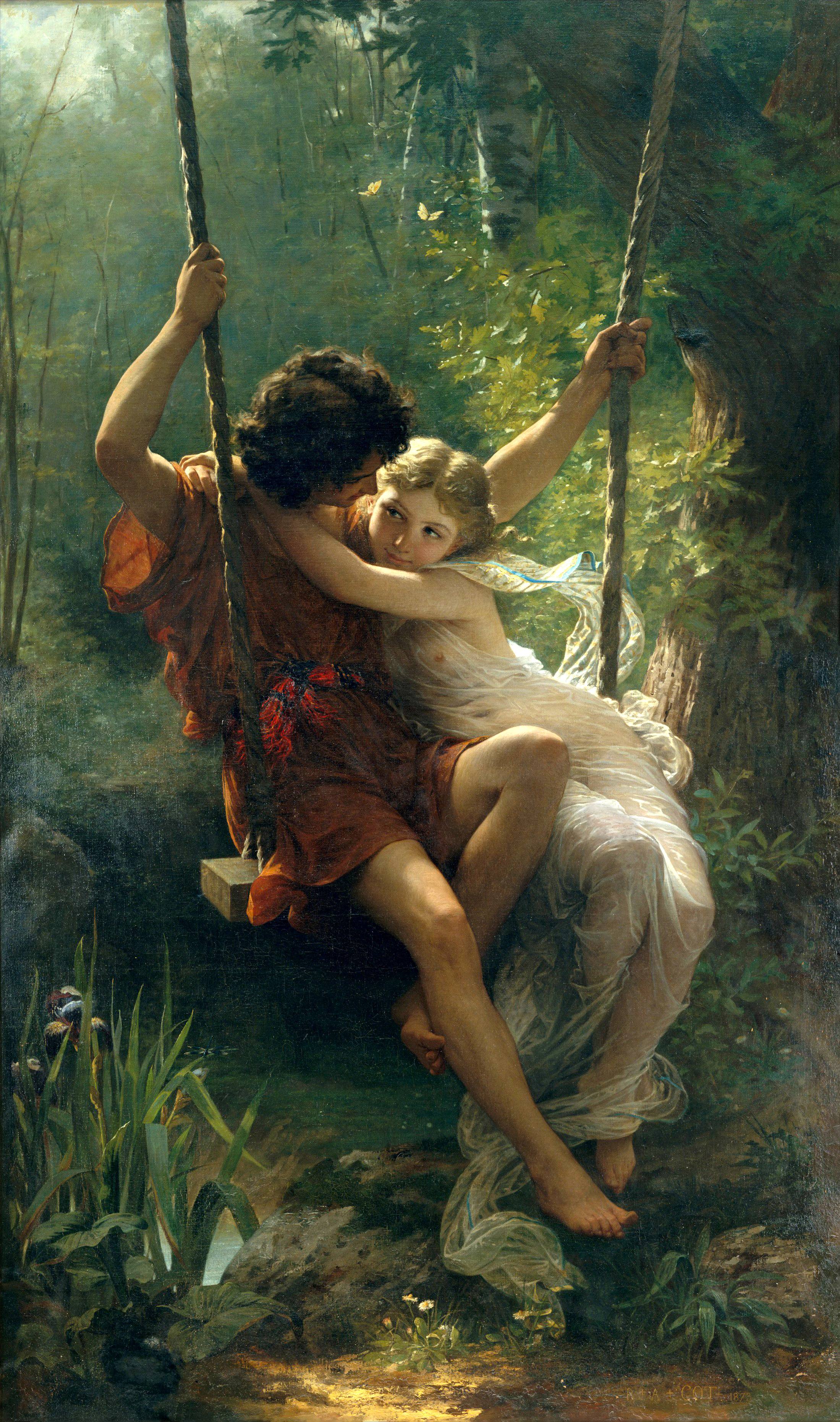
Le Printemps (1873), Bảo tàng Nghệ thuật Metropolitan, New York City
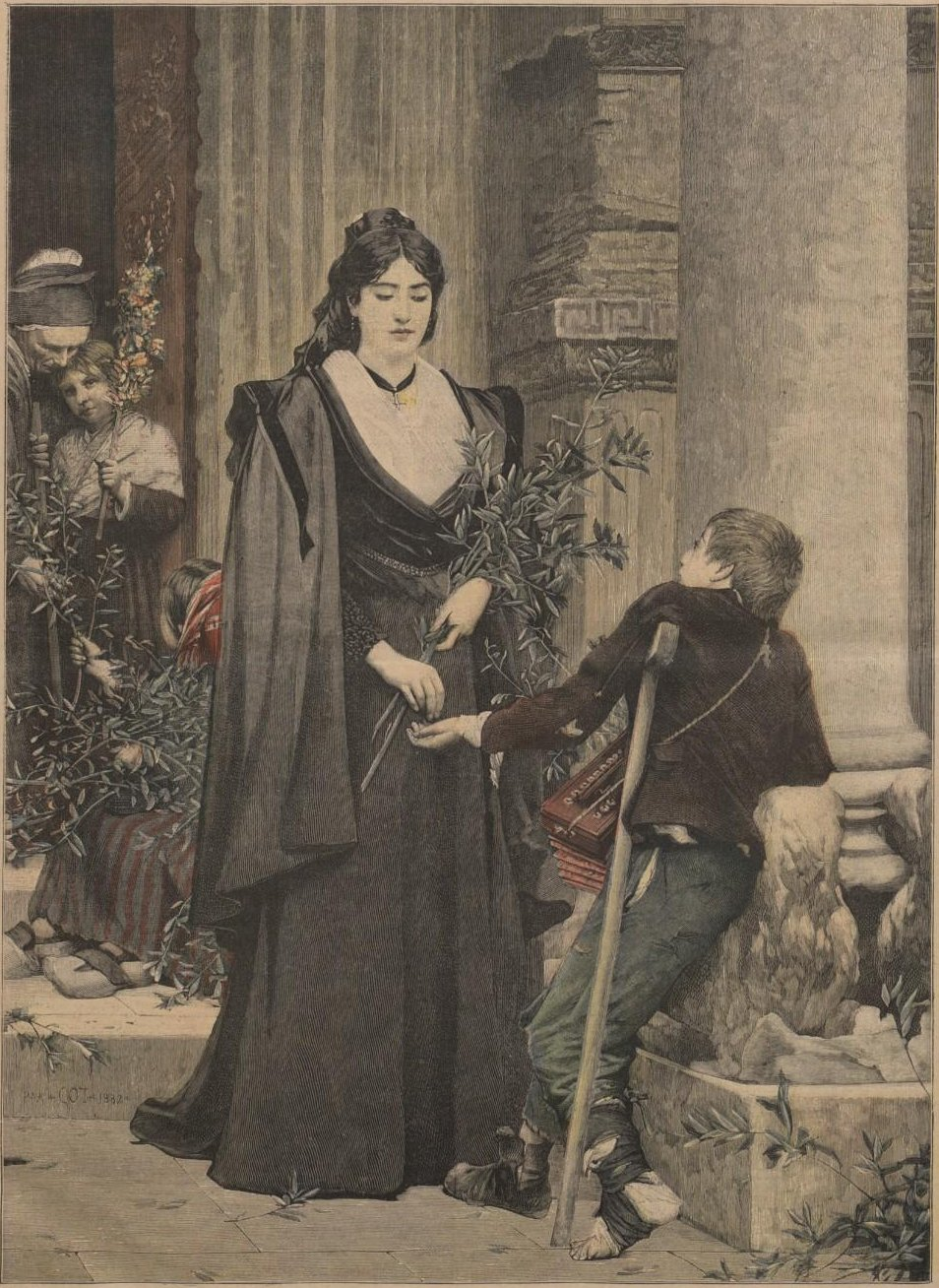
Mireille (1893), musée Fabre, Montpellier.
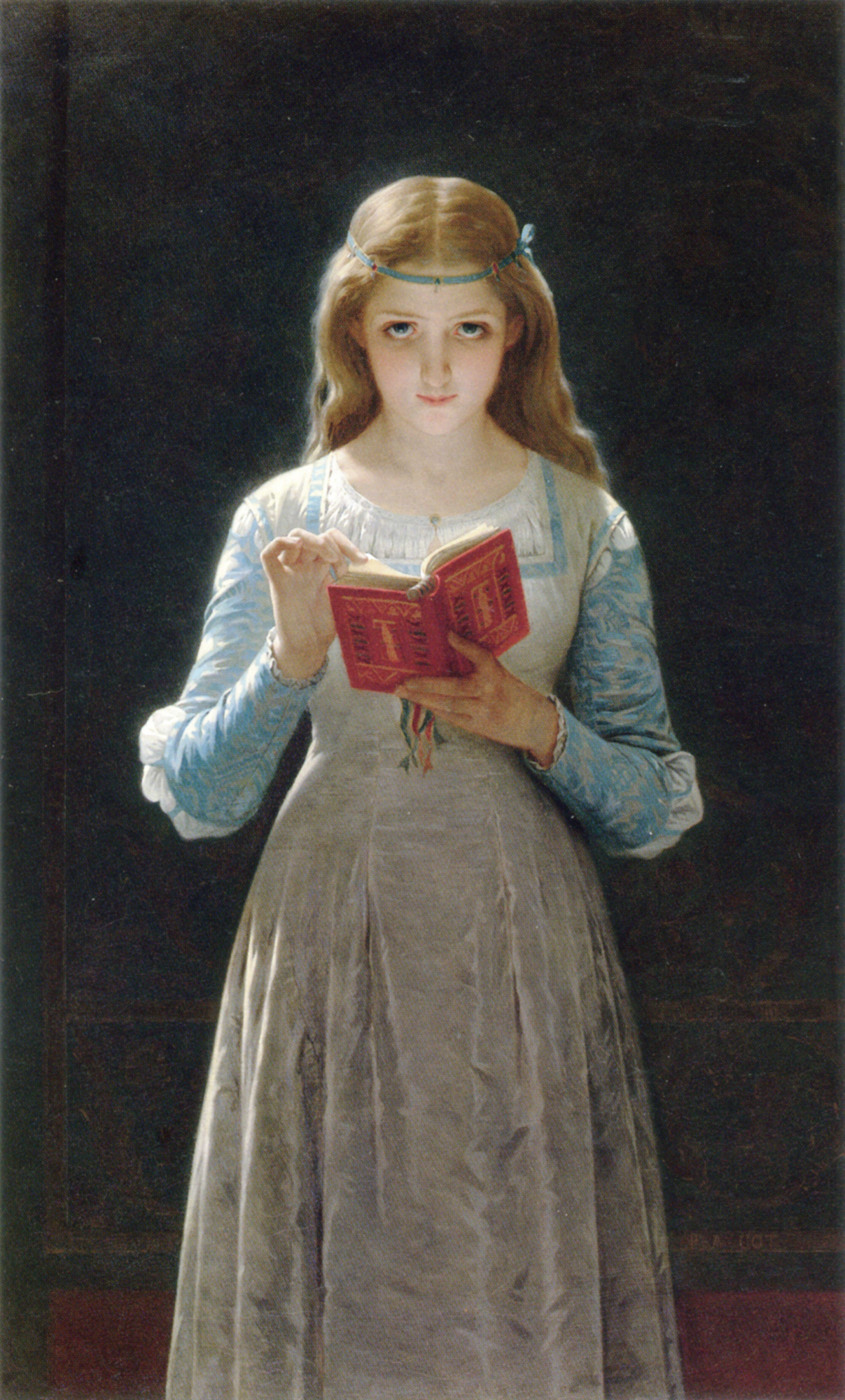
Ophelia, 1870
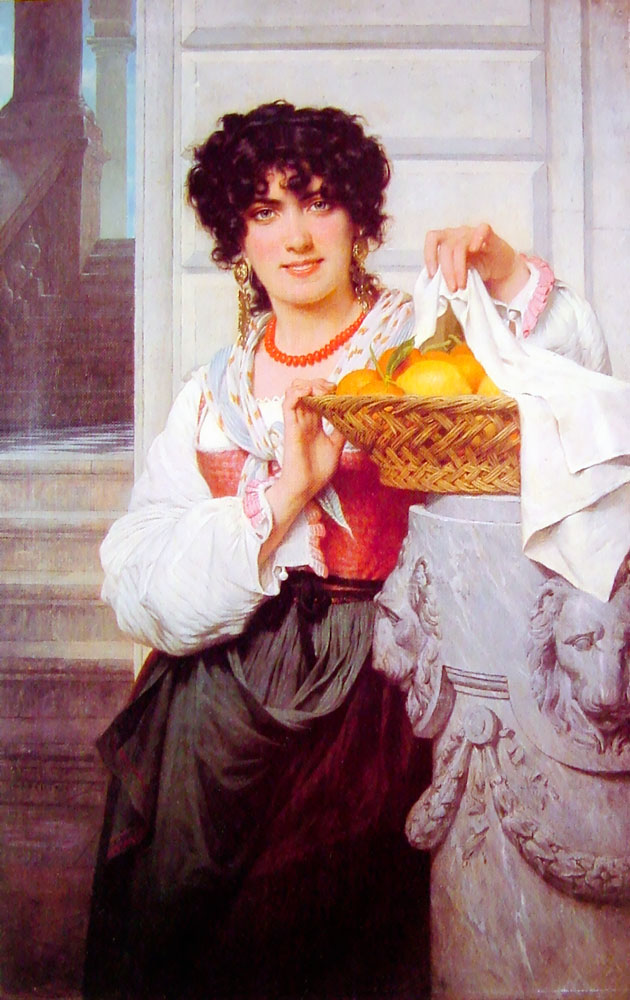
La fille aux oranges
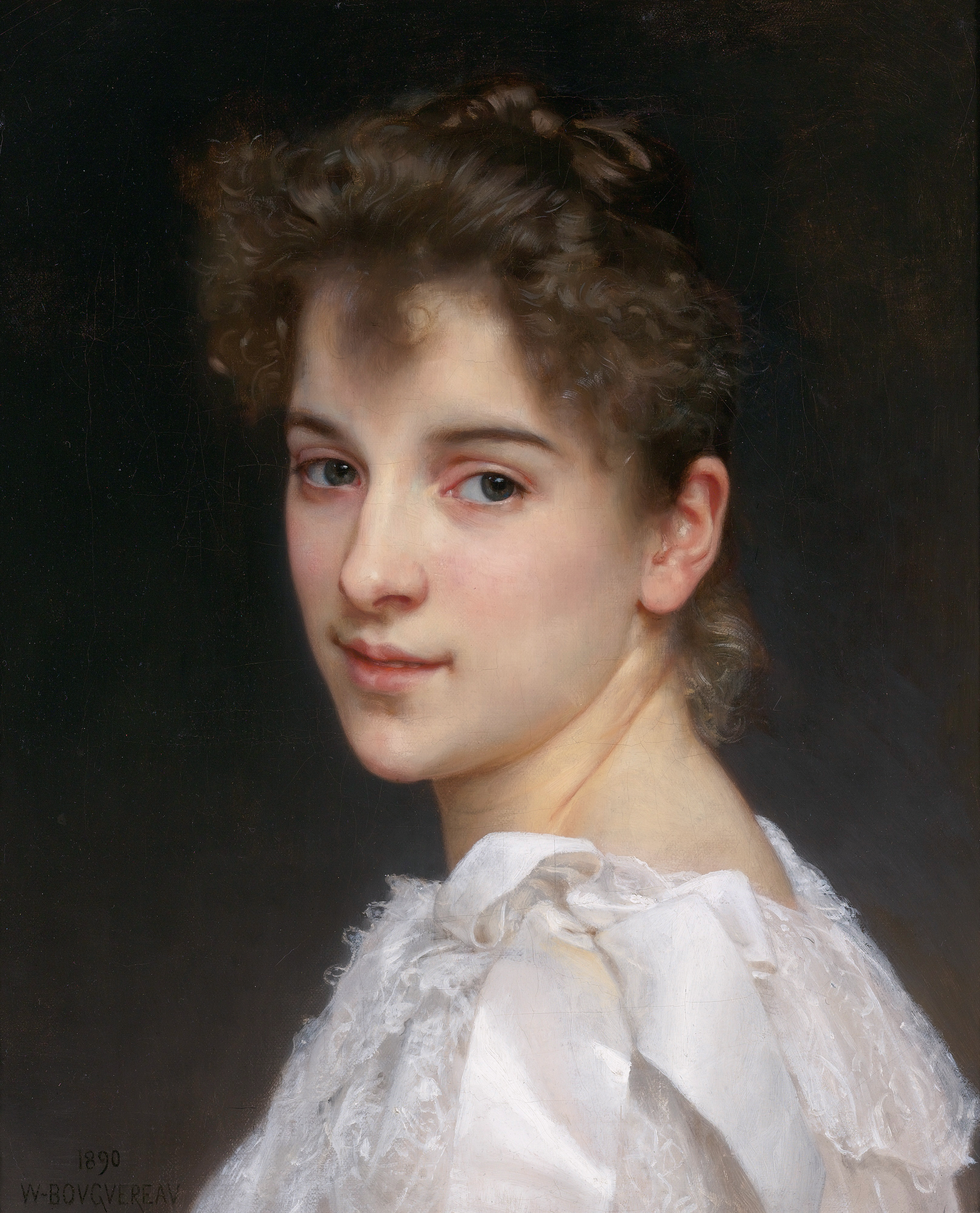
Gabrielle Cot của Bouguereau, bức chân dung của con gái Cot

## Học trò
- Ellen Day Hale (1855–1940)
- Anna Elizabeth Klumpke (1856–1942)